# Mykoła Abaza

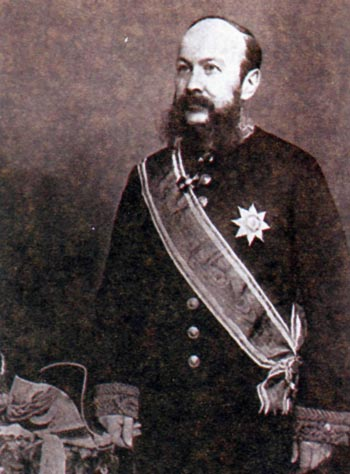
Mykoła Abaza

Mykoła Sawwycz Abaza (ros. Николай Саввич Абаза, ur. 1837, zm. wrzesień 1901) – wojskowy rosyjski pochodzenia ukraińskiego, organizator służby sanitarnej w Armii Imperium Rosyjskiego.

## Życiorys
Ukończył studia na wydziale medycznym Uniwersytetu w Charkowie i wstąpił na służbę w departamencie lekarskim. Szybko przechodzi kolejne szczeble hierarchii urzędniczej, by w 1868 roku  zostać wicegubernatorem tambowskim, a potem gubernatorem chersońskim (1870–1873) i riazańskim. W 1880 został mianowany zarządzającym wydziałem ds. prasowych. Równocześnie jest członkiem senatu rządzącego. W 1890 mianowany członkiem Rady Państwa.
Podczas panowania cara Aleksandra był wraz z hr. Łoris-Mielikowem autorem planu wprowadzenia w Rosji systemu konstytucyjnego.